# Glossolepis maculosus
Cá cầu vồng đốm (Glossolepis maculosus) là một loài cá thuộc họ Melanotaeniidae. Nó là loài đặc hữu của Papua New Guinea.